# Amonde
Amonde é uma povoação portuguesa sede da Freguesia de Amonde do Município de Viana do Castelo, freguesia com 6,04 km² de área e 231 habitantes (censo de 2021), tendo, por isso, uma densidade populacional de 38,2 hab./km².

## Demografia
A população registada nos censos foi:
| Distribuição da População por Grupos Etários | Distribuição da População por Grupos Etários | Distribuição da População por Grupos Etários | Distribuição da População por Grupos Etários | Distribuição da População por Grupos Etários |
| -------------------------------------------- | -------------------------------------------- | -------------------------------------------- | -------------------------------------------- | -------------------------------------------- |
| Ano                                          | 0-14 Anos                                    | 15-24 Anos                                   | 25-64 Anos                                   | > 65 Anos                                    |
| 2001                                         | 47                                           | 51                                           | 162                                          | 84                                           |
| 2011                                         | 24                                           | 32                                           | 148                                          | 89                                           |
| 2021                                         | 17                                           | 16                                           | 121                                          | 77                                           |

## História
A primeira referência conhecida a esta igreja remonta ao século X. Era então denominada “Onomondi”.
Em 1258. na lista das igrejas situadas no território de Entre Lima e Minho, elaborada por ocasião das Inquirições de D. Afonso III, é citada como uma das igrejas pertencentes ao bispado de Tui.
Em 1320, no catálogo das mesmas igrejas, mandado elaborar pelo rei D. Dinis, para pagamento de taxa, Santa Maria de Amonde rendia 90 libras.
Em 1444, D. João I conseguiu do papa Eugénio IV que este território fosse desmembrado do bispado de Tui passando a pertencer ao de Ceuta, onde se manteve até 1512. Neste ano, o arcebispo de Braga, D. Diogo de Sousa, deu a D. Henrique, bispo de Ceuta, a comarca eclesiástica de Olivença, recebendo em troca a de Valença do Minho. Em 1513, o papa Leão X aprovou a permuta.
Em 1546, no registo da avaliação, a que se procedeu no tempo do arcebispo D. Manuel de Sousa, dos benefícios eclesiásticos pertencentes à comarca de Valença do Minho. Santa Maria de Amonde rendia 14 mil réis. Na cópia de 1580 do Censual de D. Frei BaItazar Limpo, esta igreja é referida como sendo anexa ao mosteiro de São Salvador da Torre e a capela do Corporal, igualmente anexa aquele mosteiro. Diz-se também neste documento que um beneficiado na igreja de Guimarães possuía Amonde em vida.
Segundo Américo Costa foi abadia da apresentação do Convento de São Domingos de Viana, com reserva do Ordinário. P. Marques porém, afirmou ser esta igreja da apresentação alternativa da Mitra e dos religiosos de São Domingos.
Nos aspectos turísticos à que destacar as belezas ribeirinhas do rio Âncora com seus moinhos, com seus locais aprazíveis para os banhistas e também para os amantes da pesca artesanal.
A pirâmide etária desta freguesia, estudada em 1991, demonstra que Amonde apresentava um índice de envelhecimento algo elevado. Na verdade, 18,6% da população perfazia o escalão etário dos 0 aos quatorze anos, 13,4% totalizava o grupo dos 15 aos 24 anos, face a 49,9% com idades compreendidas entre os 25 e os 64 anos e a 18,1% com idades iguais ou superiores a 65 anos.
A agricultura praticada é, na sua totalidade, de auto-subsistência. As necessidades que se impõem à população local de deslocações até à sede municipal, as quais implicam distâncias consideráveis, são satisfeitas mediante as acessibilidades que servem a freguesia. Estas consistem na E.N. 305 e carreiras de transportes públicos regulares e diárias.
A totalidade do território da freguesia é abrangido pela rede pública de distribuição domiciliária de água. A rede pública de saneamento continua por ser implementada. As águas residuais têm sido submetidas a tratamento por meio de fossa séptica. O sistema de recolha de resíduos serve Amonde na íntegra, realizando-se, no entanto, semanalmente.
A população estudantil da freguesia está carenciada de uma rede escolar adequada. Na verdade, o sistema de ensino presente em Amonde refere-se única e exclusivamente a uma escola pública do ensino básico do 1.º ciclo. Prosseguir os estudos significa que os estudantes devem frequentar as escolas mais próximas, as quais se localizam em Vila Praia de Âncora. Os habitantes de Amonde não dispõem, de igual forma, de nenhuma estrutura apropriada à prestação de cuidados e assistência médica, nem serviços de apoio e solidariedade social.
Necessitando a revitalização sócio cultural da freguesia, de um equipamento colectivo ao serviço da população em geral, há que analisar as infra-estruturas deste âmbito existentes em Amonde. A freguesia possui polidesportivo e campos de jogos, ao nível da prática desportiva, e serviço de biblioteca itinerante, sala de espectáculos, salão de festas e escola de música e outras artes. De crucial importância é também o movimento associativista presente, o qual se resume em Amonde à Associação Cultural Recreativa e Desportiva de Amonde.

## Sobre Amonde
Atividades económicas: Agricultura, avicultura, construção civil, transformação de madeira e comércio.
Gastronomia: Fumeiro
Artesanato: Linho
Festas e romarias: Senhora das Necessidades e Santa Quitéria.
Pincho: Pincho (ou Frida Má) é o nome dado a várias lagoas e cascatas do Rio Âncora que se localiza em Amonde (entre Amonde e Montaria). Contemplado de uma beleza natural apreciável, é normalmente visto como espaço turístico e lazer.

## Património

### Ponte de Tourim
No lugar de Tourim, pertencente a esta freguesia, há uma antiga ponte, sobre o rio Âncora, em cavalete, de arco redondo e aduelas altas e grossas. Muitas vezes considerada como romana, possui ainda, de facto, parte das suas fundações romanas, tendo sido reconstruída na época medieval.
A ponte de Tourim fez parte integrante de um dos mais importantes "Caminhos de Santiago”, trilhado por milhares de peregrinos e fundamental para o desenvolvimento económico desta região.
A ponte atual, embora mantenha a traça medieval, corresponde já a uma reconstrução da Idade Moderna. possivelmente entre os séculos XVII e XVIII.

### Ponte dos Perros
A ponte dos “Perros" em xisto merece ainda nesta freguesia uma atenção especial.

## Outros Interesses
O Fulão era uma fábrica ou fabriqueta que existiu em Amonde cuja data da sua fundação já se perdeu na bruma do tempo.
O seu nome, suponho que provém de um galicismo introduzido no nosso léxico, pois, no francês, aparece “Foulon=apisoador”, “Foulure=apisoamento”, e ainda “Fouloir=pisão”.
Já lá vai passado mais de meio século. Na Serra D’Arga e seus contrafortes proliferavam grandes e numeroso rebanhos de gado lanígero. Os povos rurais de então dedicavam-se à criação de gado, ao pastoreio a à agricultura. Foi dos rebanhos que proveio a principal fonte de receita, a lã, e foi esta que mais incentivou o nascimento de uma indústria artesanal de fiação e tecelagem.
O sistema usado era então muito primitivo, hoje obsoleto. A fiação era à roca, a tecelagem no tear doméstico individual. À fiação dedicavam-se, por tradição, as mulheres que fiavam à noite sentadas à lareira. Era fascinante ver a perícia e destreza com que dedilhavam o fuso onde a maçaroca crescia de minuto a minuto. Depois tecia-se. A tecelagem era muito diversificada: provém aqui, interessa-nos a fraldilha e o burel.
A urdidura em linho ou algodão cruzada com a lã negra dava a fraldilha: cruzada com lã branca dava o burel. Aquela usava-se em roupas de trabalho: este em mantas e cobertores.
Depois de tecidos iam ao Fulão.
Este, era uma fábrica antiga, rudimentar, mas forte. Compunha-se de uma armação sólida onde eram suspensos por dois tirantes verticais, dois malhos de carvalho maciços com o peso aproximado de 40 kg cada um.
Esta máquina era accionada por uma roda hidráulica exterior cujo eixo se prolongava para o interior ao nível do pavimento onde duas penas ou alhetas accionavam os malhos por meio de impulsos de recuo, voltando estes, por efeito da gravidade a cair para a pia, onde produziam o efeito desejado. Era na pia ou masseira que eram colocadas as teias para afuloar. Estas não eram ali postas ao acaso: eram previamente dobradas em leque sobre uma prancheta, antes de introduzidas na pia. Esta condição permitia uma afuloadura mais homogénea em toda a superfície das teias.
Na afulvadura eram ministradas caldas intervaladas iam da água tépida à fervente para o que havia uma fornalha com uma tina ou caldeira para o efeito.
Os intervalos entre as caldas consecutivas podiam ser variáveis, de 15, 20 ou até 30 minutos conforme o caso. Os efeitos do Fulão sobre ostecidos eram apreciáveis: regularizava e apertava a malha tornando-os mais grossos, macios e homogéneos. Usada em roupas de trabalho, a fraldilha marcava, então uma feição bem típica e curiosa no folclore da região.
Nas décadas de 1930 e de 1940 os serviços florestais apoderam-se dos montes e baldios: faziam sementeiras proibiam o pastoreio e aos infratores aplicavam coimas pesadas. Um grito de revolta ressoou por toda a serra. Os pastores e ganadeiros vêem-se frustrados e caem no desânimo: é o descalabro: a lei é irreversível, e essa atividade tão ligada à sua vida à sua tradição e à sua cultura, essa indústria artesanal e tão popular morria, a par da extinção dos rebanhos.
Num ato de homenagem a esta indústria que lhe deu a vida, o Fulão, morre com ela calando para sempre o “bate-ba-te” dos seus malhos.